# Delphine Réau
Delphine Réau, född 19 september 1973 i Melun, är en fransk sportskytt.
Réau blev olympisk silvermedaljör i trap vid sommarspelen 2000 i Sydney.